# Agostino Vallini

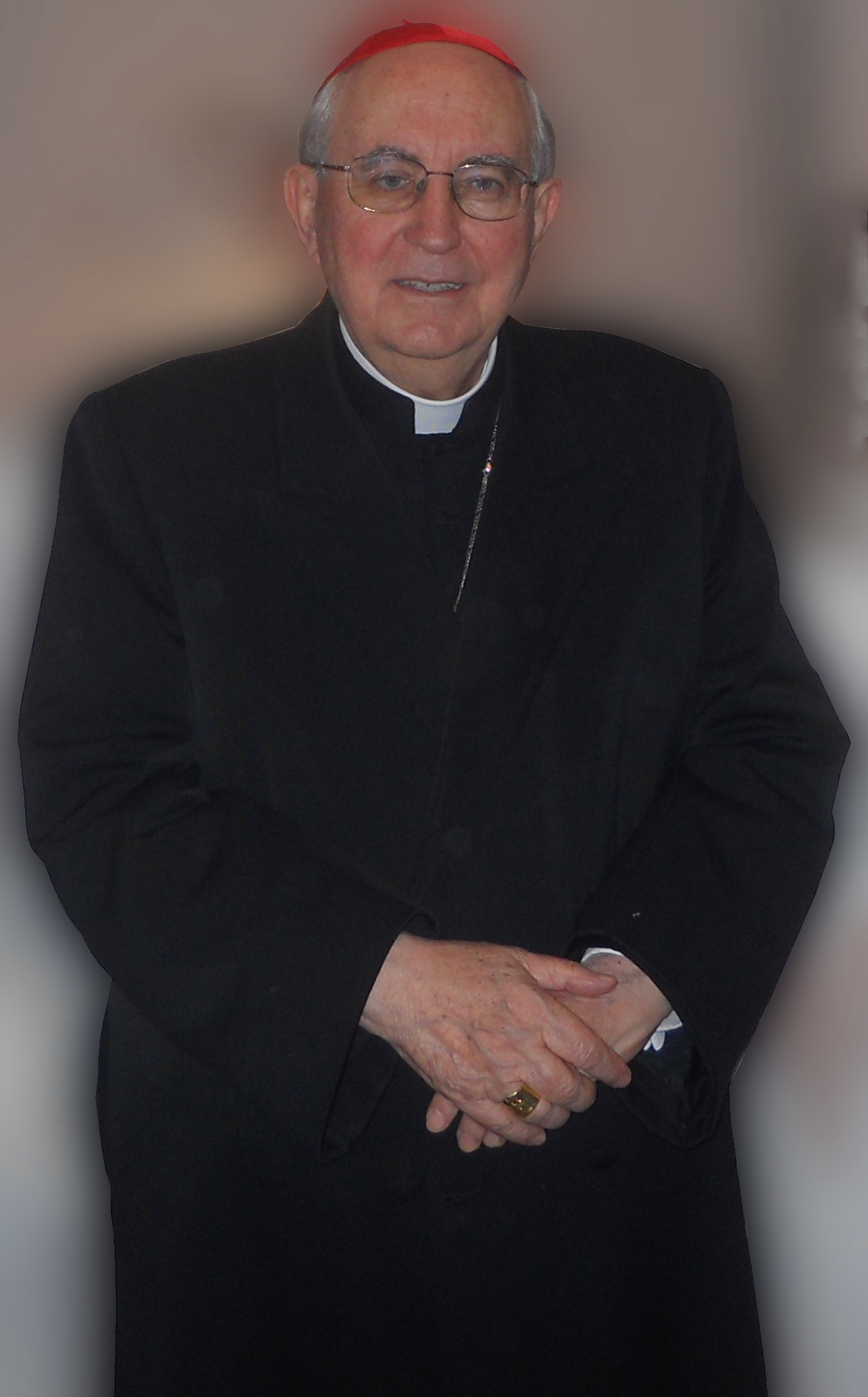
Agostino Kardinal Vallini (Februar 2014)

Wappen von Agostino Kardinal Vallini

Agostino Kardinal Vallini (* 17. April 1940 in Poli, Provinz Rom, Italien) ist ein italienischer römisch-katholischer Geistlicher, emeritierter Kardinalvikar der Diözese Rom und emeritierter Erzpriester der Lateranbasilika.

## Leben
Agostino Vallini wuchs mit seiner Mutter und seiner Schwester im neapolitanischen Stadtteil Barra auf. Sein Vater, ein Carabiniere, war während der Herrschaft der Nationalsozialisten nach Deutschland deportiert worden. Nach dem Studium der Katholischen Theologie empfing er am 19. Juli 1964 in Neapel durch Erzbischof Alfonso Kardinal Castaldo das Sakrament der Priesterweihe. Vallini lehrte an der Theologischen Fakultät von Süditalien Kirchenrecht und war am erzbischöflichen Priesterseminar Neapels tätig, an dem er 1978 auch Rektor wurde.
Papst Johannes Paul II. verlieh ihm am 16. Mai 1980 den Titel Ehrenprälat Seiner Heiligkeit und ernannte ihn am 23. März 1989 zum Titularbischof von Tortibulum sowie zum Weihbischof in Neapel. Die Bischofsweihe spendete ihm am 13. Mai 1989 Michele Kardinal Giordano, Erzbischof von Neapel; Mitkonsekratoren waren der Erzbischof von Capua, Luigi Diligenza, sowie der Erzbischof von Spoleto-Norcia, Antonio Ambrosanio.
Am 13. November 1999 ernannte ihn Johannes Paul II. zum Diözesanbischof von Albano und am 27. Mai 2004 zum Präfekten der Apostolischen Signatur und damit auch zum Präsidenten des Kassationshof der Vatikanstadt.
Mit dem Tode Johannes Pauls II. erlosch am 2. April 2005 gemäß dem Codex iuris canonici sein Amt als Leiter der Apostolischen Signatur. Papst Benedikt XVI. bestätigte jedoch kurz nach seiner Wahl im Konklave 2005 Vallini als Präfekt und nahm ihn im Konsistorium am 24. März 2006 als Kardinaldiakon mit der Titeldiakonie San Pier Damiani ai Monti di San Paolo in das Kardinalskollegium auf. Während der 11. Generalversammlung der Bischofssynode im Oktober 2005 war Vallini Vorsitzender der Kommission für Diskussionen.
Am 27. Juni 2008 ernannte Papst Benedikt XVI. Agostino Vallini zum Kardinalvikar der Diözese Rom und zum Erzpriester der Lateranbasilika. Am 24. Februar 2009 wurde er unter Beibehaltung seiner pro hac vice zur Titelkirche erhobenen Titeldiakonie zum Kardinalpriester ernannt.
Nach dem Rücktritt Benedikts XVI. nahm er am Konklave 2013 teil. Am 8. März 2014 ernannte ihn Papst Franziskus zum Mitglied des neugegründeten Rats für wirtschaftliche Angelegenheiten.
Papst Franziskus nahm am 26. Mai 2017 seinen altersbedingten Rücktritt von beiden Ämtern an. Am 30. September 2017 ernannte ihn Papst Franziskus erneut zum Mitglied der Apostolischen Signatur.
Am 4. November 2017 ernannte ihn der Papst zu seinem Legaten für die Basiliken San Francesco und Santa Maria degli Angeli in Assisi. In dieser Funktion wurde Vallini am 16. Juli 2025 durch Ángel Kardinal Fernández Artime SDB abgelöst. Am 10. Oktober 2020 sprach Kardinal Vallini in der Basilika San Francesco in Assisi Carlo Acutis im Auftrag des Papstes selig.

## Mitgliedschaften

### Mitgliedschaften in Gremien der römischen Kurie
Kardinal Vallini war Mitglied folgender Gremien der Römischen Kurie:
- Kongregation für die orientalischen Kirchen (bestätigt 2014[12])
- Kongregation für die Selig- und Heiligsprechungsprozesse (seit 2006[13], bestätigt 2013[14])
- Kongregation für die Evangelisierung der Völker (seit 2007)[15]
- Kongregation für die Institute geweihten Lebens und für die Gesellschaften apostolischen Lebens (seit 2006[16], bestätigt 2014[17])
- Kongregation für die Bischöfe (seit 2006[18], bestätigt 2013[19])
- Apostolische Signatur (seit 2017)
- Rat der Kardinäle für organisatorische und ökonomische Probleme des Heiligen Stuhls (seit 2009)[20]
- Päpstlicher Rat für die Gesetzestexte (seit 2004[21], bestätigt 2006[16])
- Rat für wirtschaftliche Angelegenheiten (seit 2014)
- Präfektur für die ökonomischen Angelegenheiten des Heiligen Stuhls (seit 2006)[16]
- Kommission für Anwälte in der Römischen Kurie (seit 2007)[22]
- Kardinalskommission der Güterverwaltung des Apostolischen Stuhls

### Mitgliedschaft im Malteserorden
- Großkreuz-Konventualkaplan ad honorem (seit 1994)
- Ehren- und Devotions-Großkreuz-Bailli[23] (seit 25. Mai 2006)